# Molise
Molise es una de las veinte regiones que conforman la República Italiana. Su capital y ciudad más poblada es Campobasso. Está ubicada en Italia meridional, limitando al norte con Abruzos, al este con el mar Adriático, al sur con Apulia y Campania y al oeste con Lacio. Con 313 278 habs. en 2013, y 4438 km² es la segunda región menos poblada y menos extensa del país —en ambos casos por delante de Valle de Aosta— y con 70 hab/km², la cuarta menos densamente poblada, por delante de Cerdeña, Basilicata y Valle de Aosta.
Es la única región italiana nacida de la división de una región. Hasta 1963 formó parte de la región de Abruzzi e Molise («los Abruzos y Molise») y actualmente constituye una entidad separada, la vigésima región de Italia, formada por la sola provincia de Campobasso y desde 1970 también con la provincia de Isernia. Su capital es Campobasso. En realidad, la región de Abruzos y Molise, entendida como institución, como todas las regiones de estatuto ordinario, no estaba ya activada y de ahí que las dos regiones comenzaran a funcionar autónomamente desde 1970. Desde el 24 de noviembre de 2005 la región de Molise tiene incluso una sede institucional en Bruselas.
Molise es la región italiana con el número más bajo de localidades, pero no de municipios (136).

## Etimología
El topónimo Molise aparece a mediados de la Edad Media para identificar un condado, en concreto, proviene de Guimond de Moulins (en italiano: Guidomondo De Molisio, Guidmondo De Molisio o Guimondo De Molisio), señor normando del siglo XI, perteneciente a la gran familia italo-normanda de los De Molisio.

## Símbolos
El escudo de la Región de Molise fue adoptado por resolución del Consejo Regional el 21 de junio de 1978, eligiendo uno de los bocetos presentados al concurso popular convocado al efecto en 1976. Consta de dos elementos principales: una estrella de ocho puntas en el cantón derecho del jefe, que recuerda la estrella del Contado de Molise, y una barra, que recuerda el escudo de los De Molisio. El escudo, que no hace referencia a ninguna de las formas clásicas de heráldica, está ribeteado en plata; la estrella y la barra son del mismo metal. El color rojo, que no se menciona en la resolución, se adoptó de hecho en la década de 1980.
La bandera de la Región, nunca adoptada oficialmente, deriva del confalón y es de color azul; en el centro de la bandera están el escudo regional y las palabras REGIONE MOLISE en blanco.

## Geografía física

Molise por zonas altimétricas.

La región comprende 4438 km². La superficie de la región está dividida casi de manera igualitaria entre zona de montaña, el 55,3% del territorio, y zona de colinas, del 44,7% del territorio. La zona montañosa se extiende entre los Apeninos abrucenses y los Apeninos samnitas. Los montes de la Meta (2241 m s. n. m.) forman el punto de encuentro de la línea de límites entre Molise, los Abruzos y el Lacio. Después están los montes del Matese que corren a lo largo del límite con la Campania y alcanzan los 2050 metros con el monte Miletto. En el este, la zona de los Subapeninos (Monti dei Frentani) se va degradando hacia el mar con colinas poco inclinadas y de formas redondeadas. Las áreas de llanura son escasas y de pequeñas dimensiones: la llanura de Bojano en Molise central, en el oeste se encuentra la llanura de Venafro allí donde las montañas y las colinas poco a poco dejan paso a la llanura. La Bocca di Forlì, o Passo di Rionero, (891 m s. n. m.) firma convencionalmente el límite entre la Italia central y la meridional.
Molise no parece una de las regiones italianas más sísmicas, pero el riesgo existe. El 31 de octubre de 2002 se produjo un terremoto en la región que causó la muerte de 30 personas.

### Hidrología

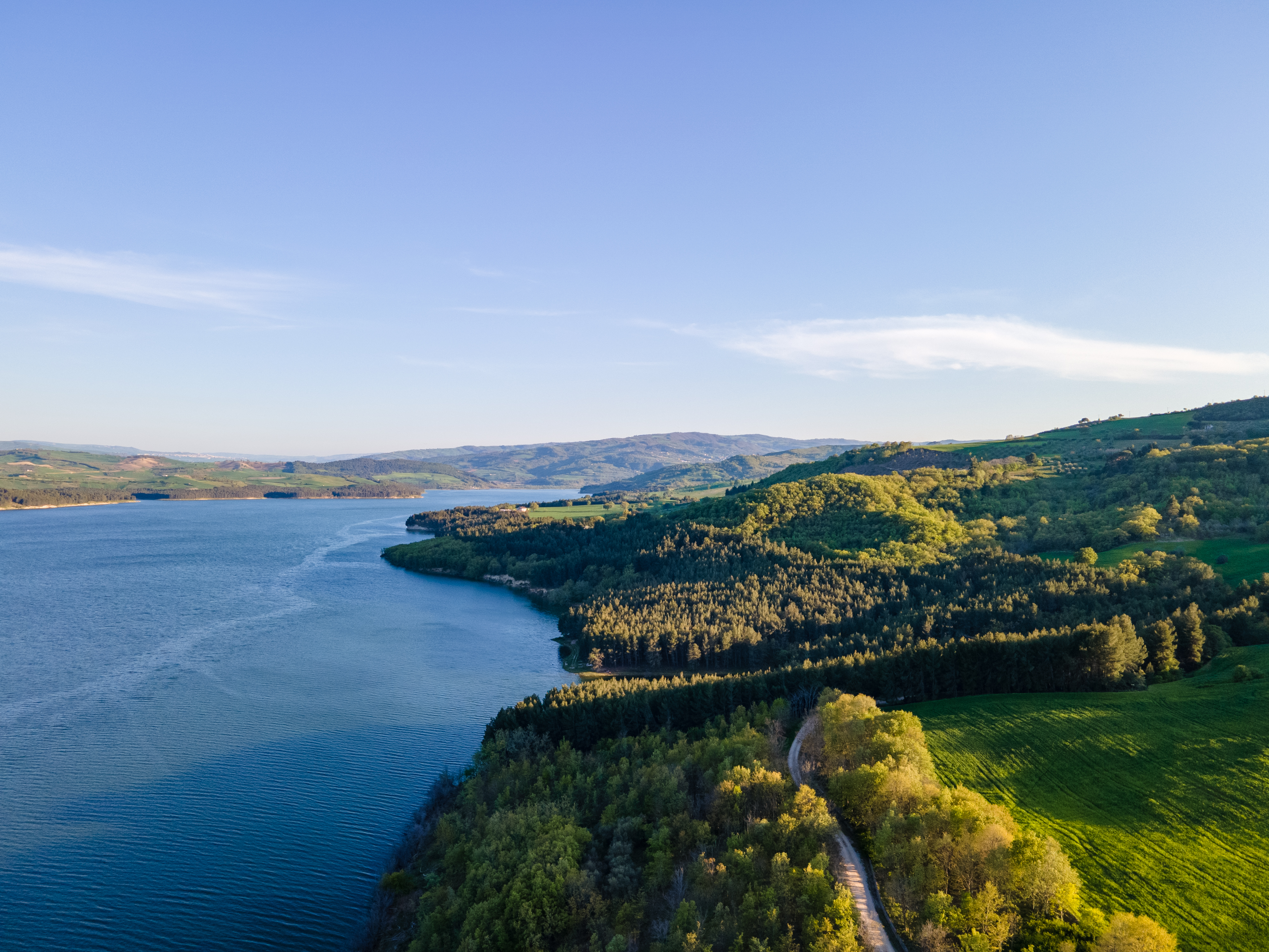
El lago de Occhito, en el límite sur de Molise.

Los ríos principales de la región son el Trigno, el Biferno, que desciende del Matese y el Fortore, que desemboca en territorio de Apulia. Todos tienen carácter de torrente: con el deshielo de las nieves en primavera y con las lluvias invernales se enriquecen; en verano, en cambio, se secan y su caudal se reduce drásticamente. La excepción es el Biferno que nace de un manantial en el país de Bojano. Transcurre también por Molise el curso alto del Volturno, (el Volturno es, con una longitud de 175 km y una cuenca amplia de 5550 km², el principal río de la Italia meridional por longitud y por caudal y nace en Molise en los montes de la Meta, la parte más meridional de los Apeninos abrucenses) que recibe las aguas de las campiñas de Isernia y de la llanura de Venafro (Rio San Bartolomeo) para entrar luego en la Campania y desembocar en el golfo de Gaeta. Las fuentes proporcionan agua también a Campania, Apulia y Abruzos.
El mayor lago es el lago de Occhito que se encuentra en el límite entre Molise y la provincia de Foggia, ya en la región de Apulia. Este humedal está declarado Lugar de Importancia Comunitaria (LIC) por las aves que allí se refugian, alimentan y reproducen.

### La costa

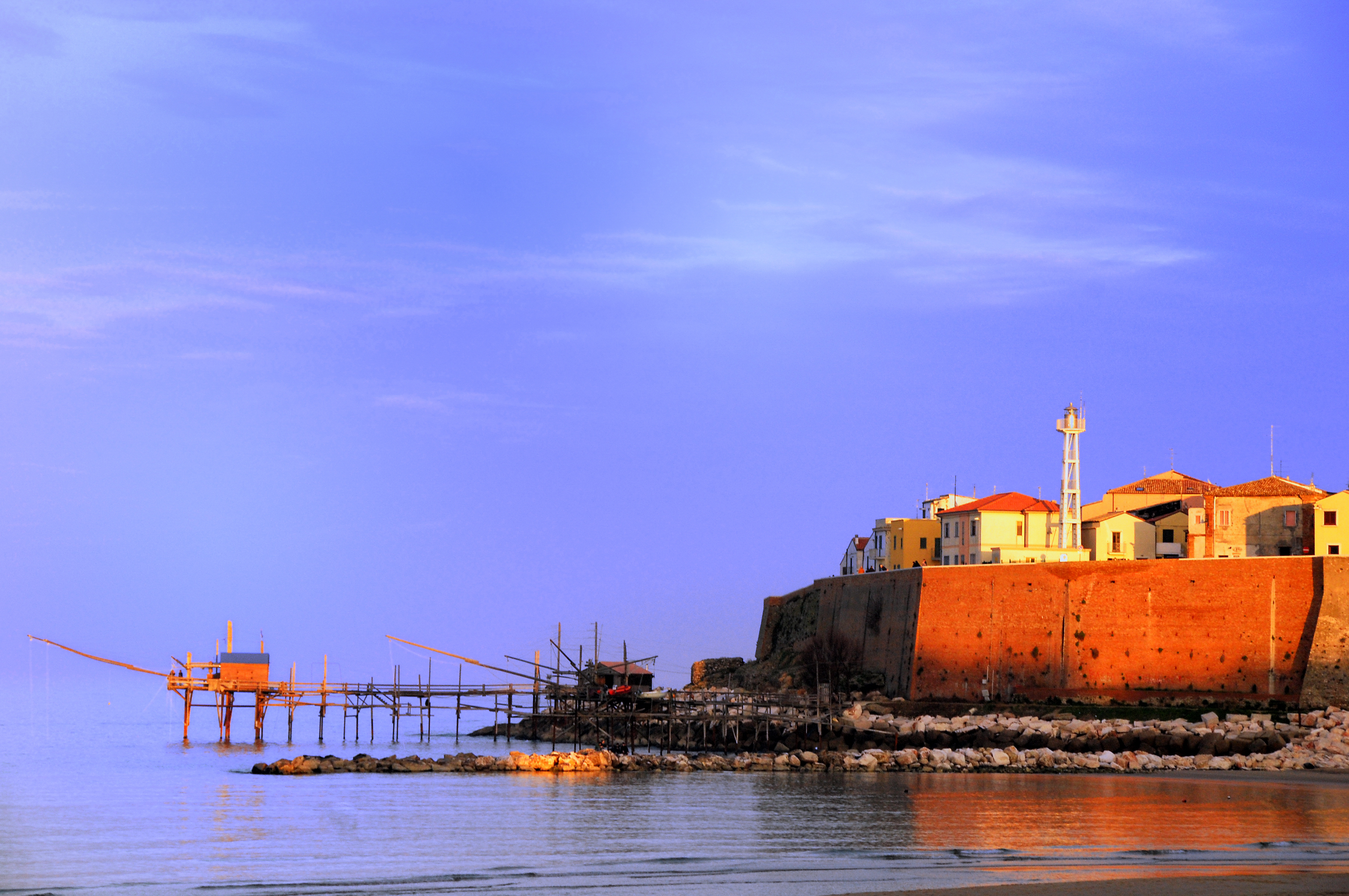
La parte antigua de Termoli, con trabucco, un antiguo instrumento de pesca propio de la región de Gargano.

Molise tiene 40 km de costa en el Adriático. Es baja y arenosa, sobre todo por el promontorio de Termoli, a cuyo abrigo se ha construido el puerto artificial del que parten navíos para las Islas Tremiti y Croacia. El puerto de Termoli es el único de Molise. A lo largo de la costa hay también algunas franjas llanas, de no más de un kilómetro de largo. La formación de dunas litorales causaba el estancamiento de las aguas de los torrentes con la consiguiente formación de marismas, las cuales sin embargo, mediante la bonificación se han ido eliminando. En las Islas Tremiti estuvo desterrada Julia, nieta de Augusto en el año 8 d. C. hasta su muerte en torno al año 28.

### Clima
Tiene un clima semi-continental, con inviernos generalmente fríos y nevados y veranos cálidos. En la costa, el clima es más agradable de tipo mediterráneo, pero conforme se marcha hacia el interior, el invierno se va haciendo más severo y las temperaturas bajan notablemente (Campobasso en el período invernal es una de las ciudades más frías de Italia). Incluso en verano resulta más agradable sobre la costa donde a menudo soplan brisas que dulcifican los meses más cálidos.

### Naturaleza

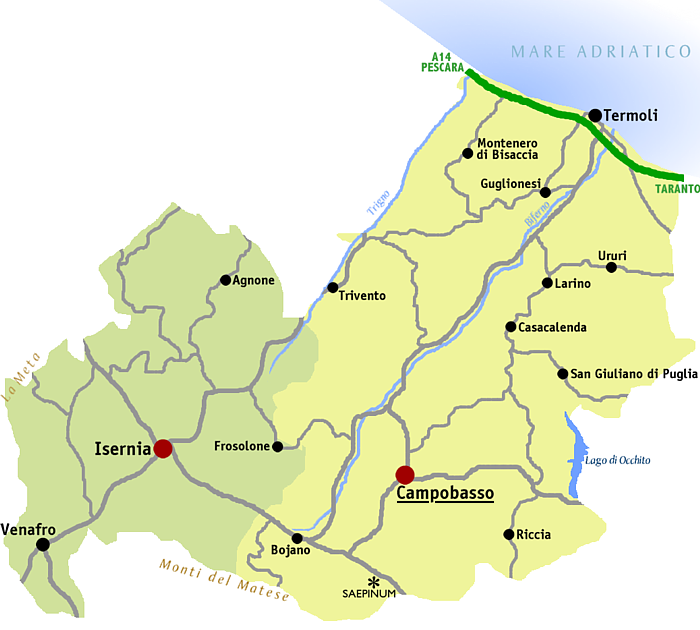
Mapa de Molise

La fauna se caracteriza por la presencia del oso pardo marsicano, del rebeco, del ciervo, del gamo, del corzo, del lobo, del jabalí y de los zorros. La fauna aviaria estacional incluye el halcón peregrino, el cernícalo, el arrendajo y la perdiz griega.
En Molise, además de estar presente el Parque nacional de los Abruzos, Lacio y Molise (Mainarde), están presentes vastas áreas boscosas, sobre todo en la provincia de Isernia, que la hacen rica en especies vegetales además de animales. De gran importancia son los Oasis del WWF (Monte Mutria e Guardiaregia-Campochiaro), el Oasis LIPU de Casacalenda, el Oasis "Le Mortine" en la cuenca fluvial del Volturno cerca de Venafro, el macizo del Matese, la reserva de Collemeluccio con sus extensiones de bosques de abetos blancos, la reserva MAB de Montedimezzo, el Jardín Botánico de Capracotta.
| Noroeste: Abruzos  | Norte: Abruzos        | Nordeste: Mar Adriático |
| Oeste: Lacio       |                       | Este: Mar Adriático     |
| Suroeste: Campania | Sur: Campania, Apulia | Sureste: Apulia         |

## Historia

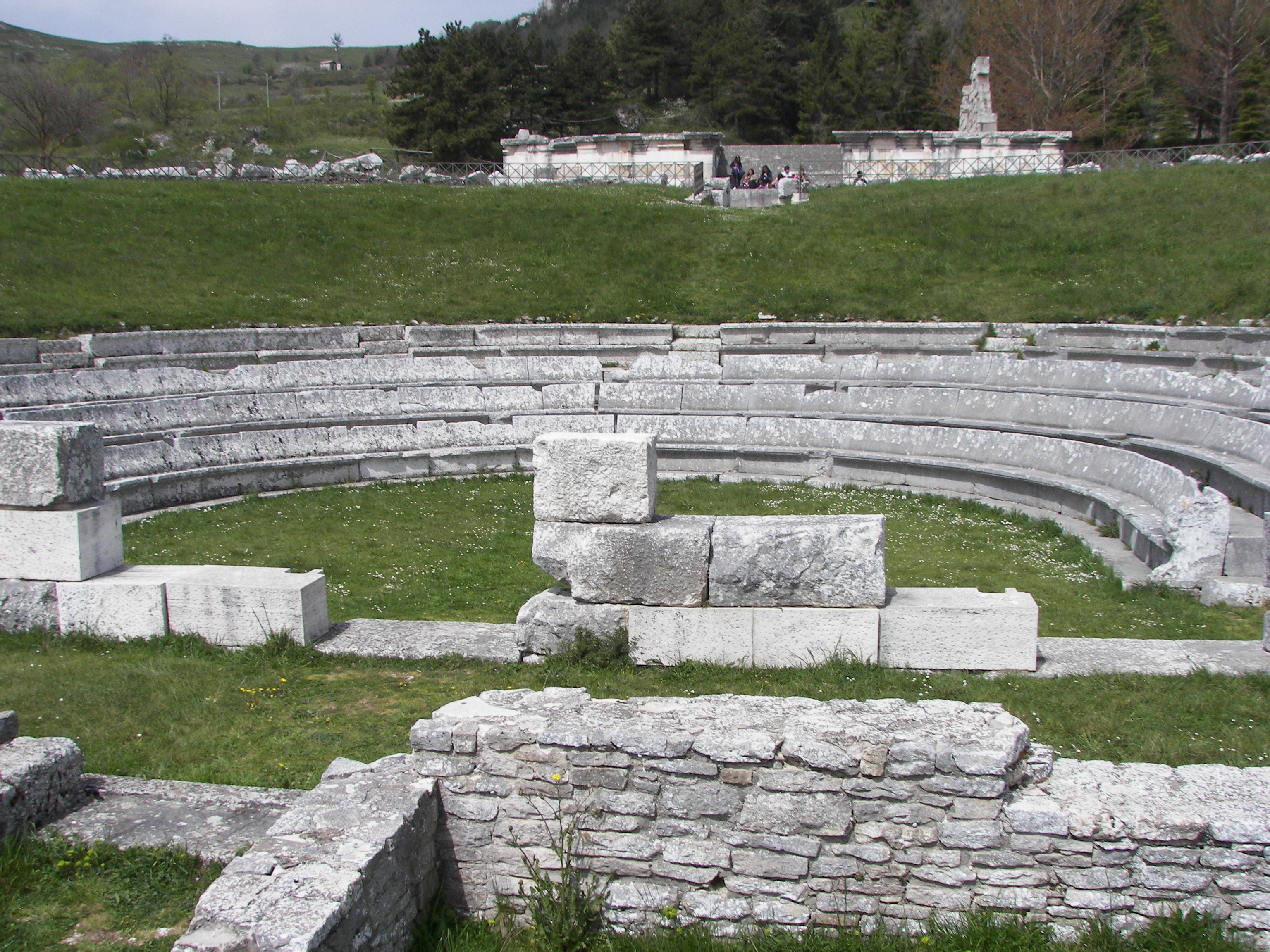
Ruinas samnitas en Pietrabbondante.

Históricamente, gran parte de Molise se identifica con el antiguo Samnio. A partir del siglo III a. C. formó parte de la Italia romana, periodo en que se crearon diversas colonias en los principales centros habitados ya existentes (como Isernia y Venafro). Tras la caída del Imperio Romano de Occidente, el territorio molisano pasó a formar parte del Reino ostrogodo de Italia y, posteriormente, del Ducado lombardo de Benevento.

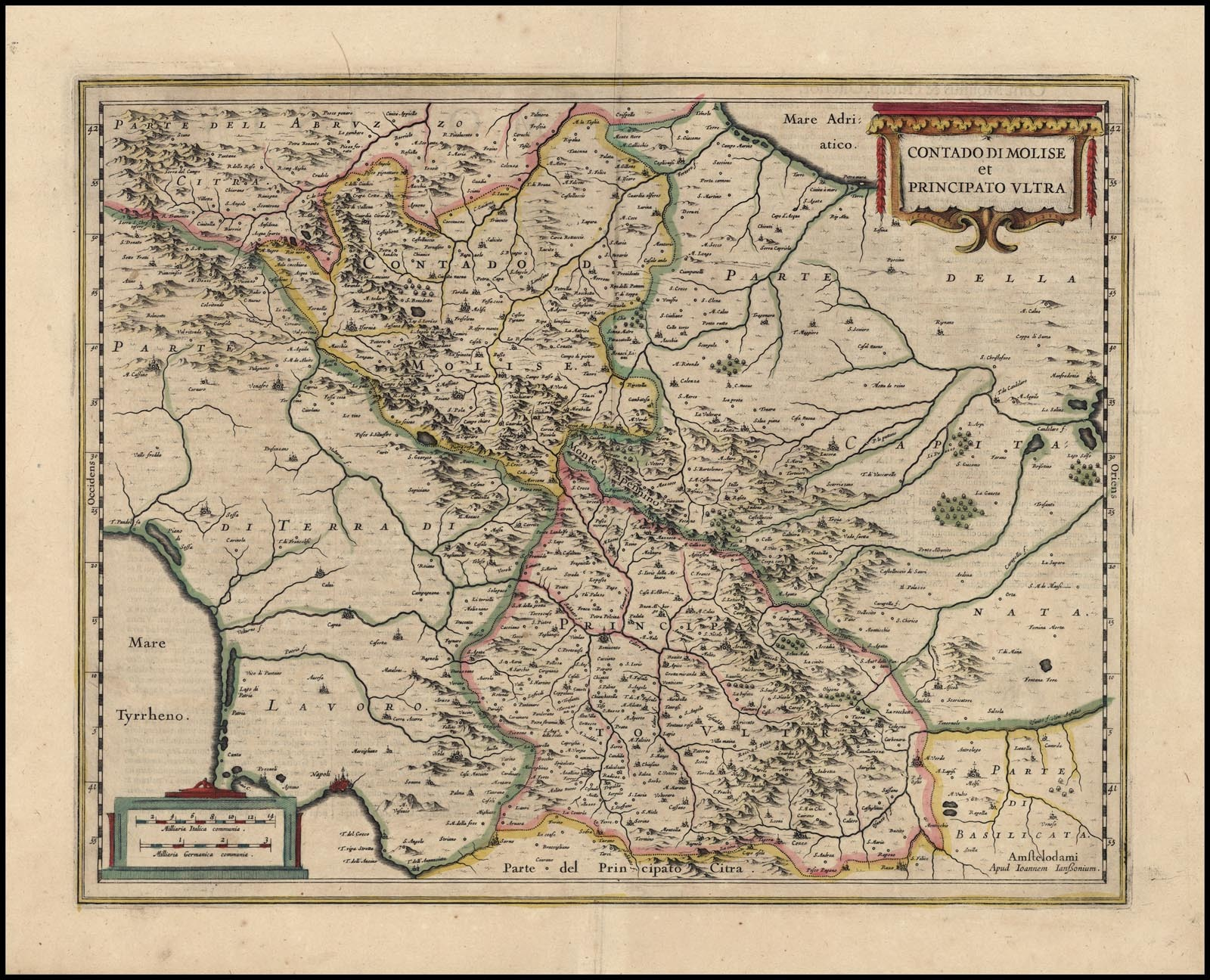
Mapa del Contado de Molise (dentro de los bordes amarillos).

Desde 847 surgieron algunos señoríos feudales: lo de Campobasso (ciudad que asumió una creciente importancia económica, llegando a ser la “capital” del condado bajo el señorío de los De Molisio), de Venafro, de Larino, de Trivento, y, hacia el año 1000, los de Bojano, de Isernia y de Campomarino. Con la llegada de los normandos, en el siglo XI, los diversos condados fueron unificados y puestos bajo el control del conde de Bojano, en un único condado que los normandos llamaron Comitatus Molisii. La integridad de Molise se conservó hasta 1221, cuando el condado pasó a Federico II Hohenstaufen. En aquel mismo año el Molise se convirtió en sede de un giustizierato, es decir, de un distrito de justicia imperial, donde la autoridad del rey se sobreponía a la de los feudatarios. Molise se volvió parte del Reino de Nápoles y, en 1531, bajo la administración de la Monarquía Hispánica, fue agregado a la Capitanata (región histórica de Apulia, que se corresponde con la provincia de Foggia). Fue este un período de aislamiento y de grave crisis económica y social, dada también la presencia de numerosos bandoleros en el territorio.
En 1806, con Napoleón, Molise se convirtió por vez primera en una provincia autónoma. Con la anexión de Larino (en la provincia de Campobasso), en 1811, tenía ya los límites que se corresponden a la región actual. Como parte del Reino de las Dos Sicilias, tras la 
Expedición de los Mil de Giuseppe Garibaldi, Molise se volvió parte integrante del Reino de Italia.

## Geografía humana

### Demografía

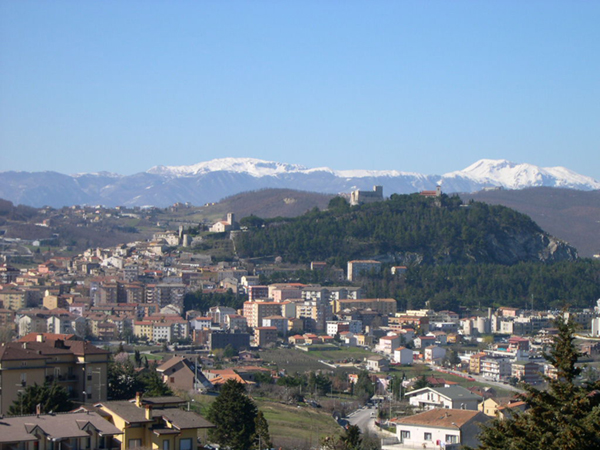
Vista de Campobasso, la capital de Molise.

Tiene una población de 289.229 habitantes (abril de 2023). La densidad de población en Molise (64,84 hab./km²) queda muy por debajo de la media nacional, que en febrero de 2023 era de 195,41 hab./km². La provincia de Campobasso es la que está más densamente poblada de las dos que forman la región de Molise, con 71.7 hab./km², mientras que Isernia registró 51,8 hab./km².
En el período 1951-71, la emigración a gran escala a otros países de la Unión Europea, a otras partes de Italia y a ultramar llevó a un declive significativo de la población de Molise. La migración neta negativa persistió hasta 1981. Emigración a gran escala ha hecho que muchas de las ciudades y pueblos pequeños hayan perdido más del 60% de su población, mientras que solo un pequeño número de las ciudades más grandes han registrado significativas ganancias. De 1982 a 1994, la migración neta ha sido positiva, luego se ha visto seguida por una tendencia negativa a partir de 2001. Entre 1991 (330 900 hab.) y 2001 (320 601 hab.), la población de la región decreció en un 3,1%; desde 2001 la población ha permanecido estable. En 2006 nacieron 2461 (7,7‰), murieron 3599 (11,2‰) con un incremento natural de -1138 unidades respecto a 2005 (-3,5‰). Las familias tenían una media de 2,6 componentes. El 31 de diciembre de 2006 sobre una población de 320 074 habitantes se contaban 4834 extranjeros (1,5%). A fecha 31 de diciembre de 2008 los extranjeros residentes en la región eran 7309. Las comunidades más grandes eran la de rumanos (2455 hab.), marroquíes (955 hab.) y albaneses (828 hab.).

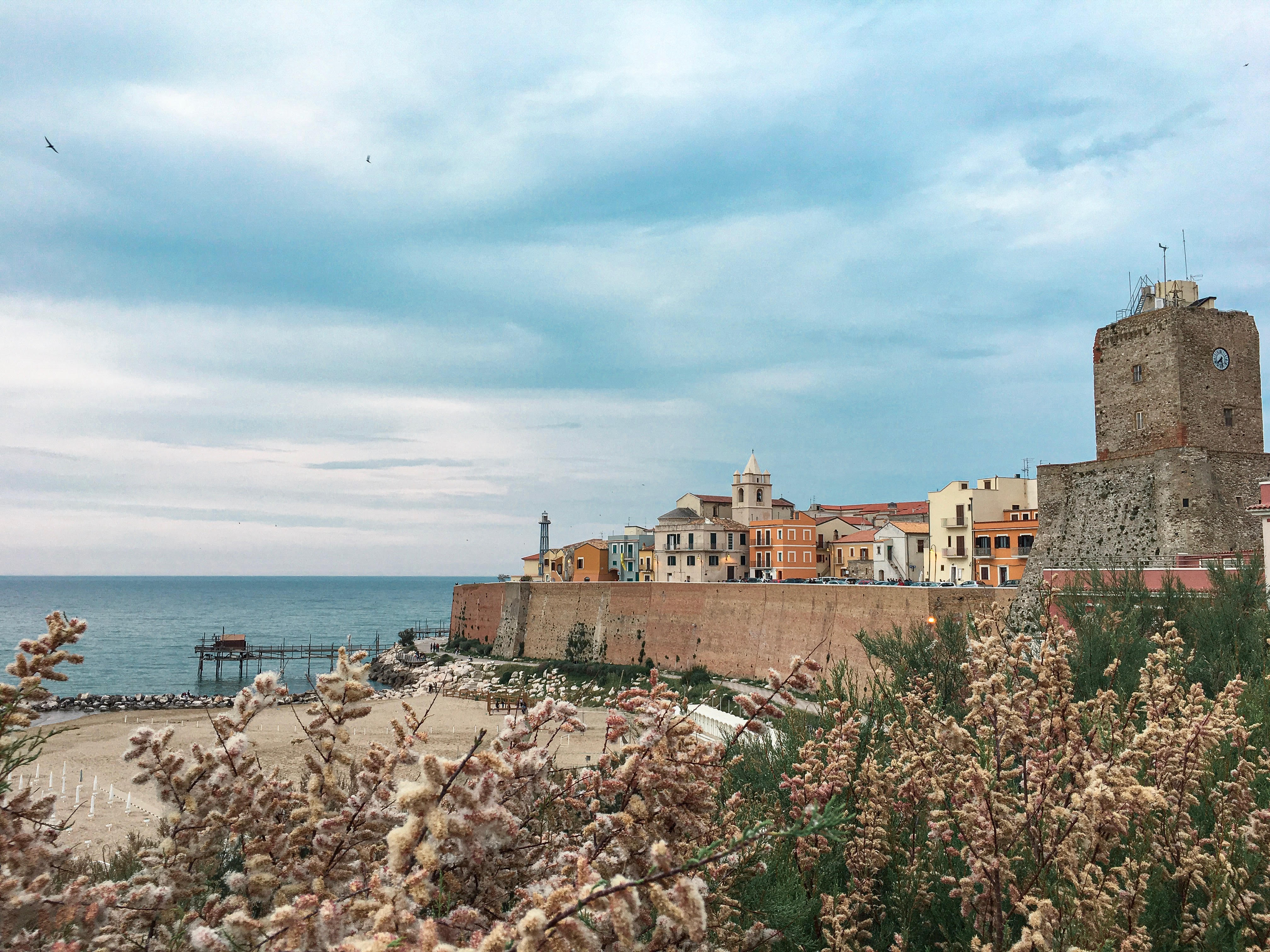
Termoli, la segunda ciudad más poblada de la región.

La mayor parte de la población vive en los pueblos, muchos de los cuales no superan los mil habitantes, pocos son los centros de mayores dimensiones; además de las dos capitales de provincia, han tenido un desarrollo urbanístico importante Termoli y Venafro, al contrario otros pueblos han visto disminuir su propia población en los últimos decenios.
En la región hay dos minorías lingüísticas, situadas todas en la provincia de Campobasso. Los principales son los croatas molisanos, unas 5000 personas que hablan un antiguo dialecto dálmata del idioma croata, en los municipios de Montemitro, Acquaviva Collecroce y San Felice del Molise (únicos en Italia); suelen practicar el catolicismo. Y, en segundo lugar, están los albaneses molisanos (quienes hablan una variedad divergente de albanés, arbëresh, muy diferente del albanés que se habla en el otro lado del mar Adriático); se encuentran en Campomarino, Ururi, Portocannone y Montecilfone y son en general de religión ortodoxa.
La capital de la región es Campobasso (50 986 hab.). Otras localidades importantes son: Termoli, Isernia y Venafro.
| Pos. | Municipio             | Prov. | Habitantes 2009 |
| ---- | --------------------- | ----- | --------------- |
| 1    | Campobasso            | CB    | 50 986          |
| 2    | Termoli               | CB    | 32 606          |
| 3    | Isernia               | IS    | 21 997          |
| 4    | Venafro               | IS    | 11 532          |
| 5    | Bojano                | CB    | 8204            |
| 6    | Campomarino           | CB    | 7168            |
| 7    | Larino                | CB    | 7128            |
| 8    | Montenero di Bisaccia | CB    | 6774            |
| 9    | Riccia                | CB    | 5523            |
| 10   | Agnone                | IS    | 5391            |

### Divisiones administrativas
La región se divide en 2 provincias: Campobasso e Isernia, que juntas forman el 1,5 % del territorio italiano y menos del 1% de su población. La provincia más grande en términos de superficie es Campobasso (2909 km²) y más pequeña Isernia (1529 km²).
| Provincia               | Superficie (km²) | Habitantes | Densidad (hab./km²) | Población de la capital |
| ----------------------- | ---------------- | ---------- | ------------------- | ----------------------- |
| Provincia de Campobasso | 2909             | 231 440    | 79,7                | 50 986                  |
| Provincia de Isernia    | 1529             | 88 789     | 58,2                | 21 997                  |

### Política
Aunque la región tenía un gobierno local de centroderecha, en las elecciones de abril de 2006, Molise dio el 50,5% de sus votos a Romano Prodi de la coalición de centroizquierda El Olivo. A pesar de ello, en noviembre del mismo año, Michele Iorio (candidato de centroderecha), ganó en las elecciones regionales con más del 54% de los votos. En las elecciones anticipadas de abril de 2008, ganó otra vez la coalición de centroizquierda con el 45,6% de los votos, así como en 2013 con el 28,8% obtenido por Italia. Bien Común.
Actualmente el presidente regional es Francesco Roberti de Forza Italia, candidato de la coalición de centroderecha. Ganó con mayoría absoluta las elecciones del junio de 2023, obteniendo 14 de los 21 consejeros.

## Economía
Dado el bajo número de habitantes, la economía molisana está poco desarrollada respecto a las otras regiones italianas, siendo el sector primario aquel del que provienen los mayores rendimientos económicos. Se siguen manteniendo actividades tradicionales como la trashumancia: el desplazamiento de los rebaños de los relieves montuosos hasta la costa. Este uso se repite al inicio del verano, cuando se transportan los animales hacia las costas en busca de puestos más frescos en los que dejar pastar a los bovinos. Molise es una de las pocas zonas italianas en las que todavía se efectúa esta práctica.

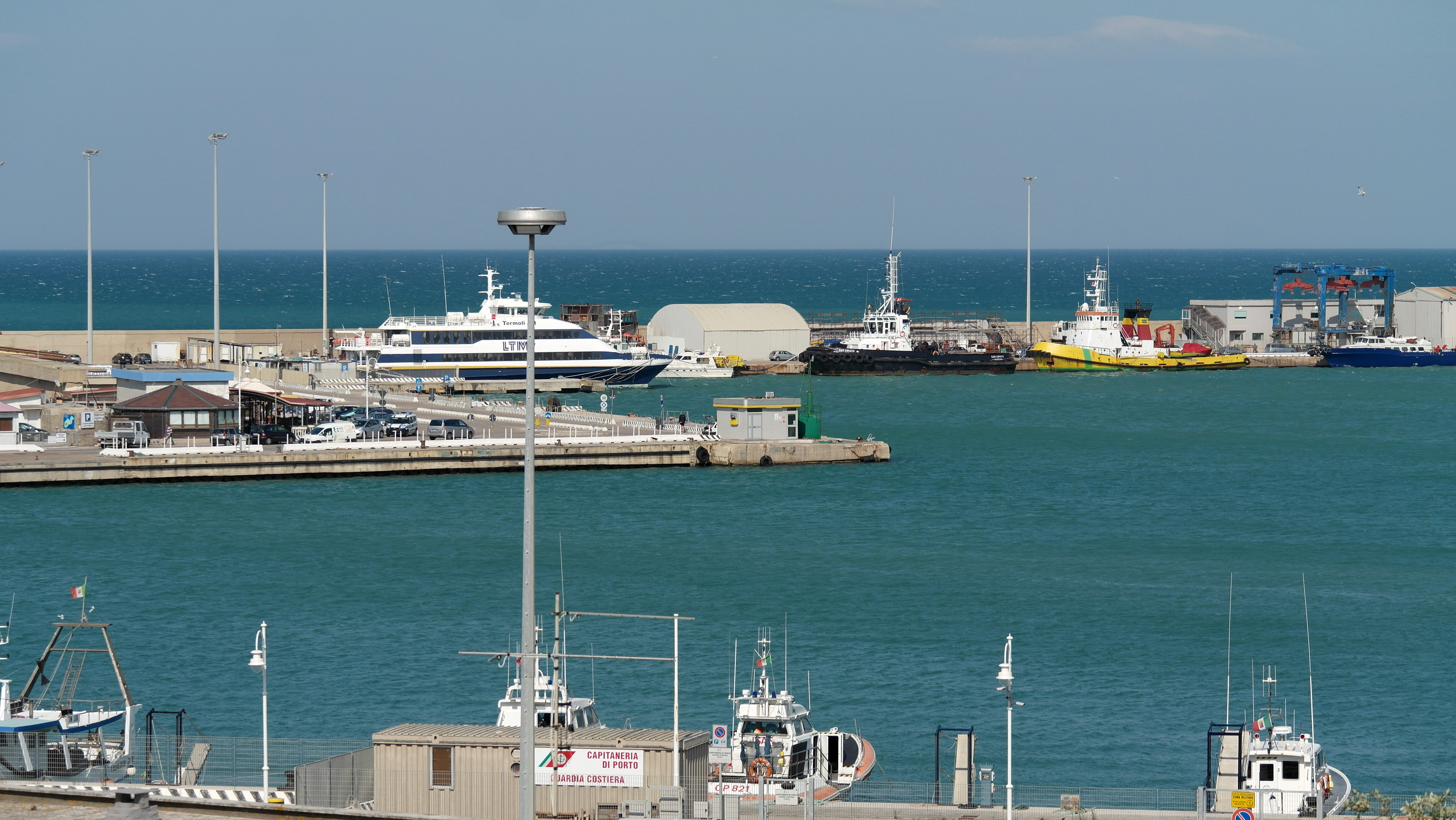
El puerto de Termoli.

Las industrias se agrupan en los núcleos industriales de Termoli, Campobasso, Bojano y Venafro. La zona industrial más extensa y de mayor importancia se encuentra en Termoli donde entre las diversas industrias está presente el establecimiento Fiat Powertrain desde 1972, con una fábrica dedicada a la fabricación de motores y cambios, que ha influido notablemente el desarrollo económico y demográfico de la ciudad adriática, y está considerada una de las más importantes fábricas del grupo por el volumen producido y porque es la única en Italia que produce el celebérrimo motor FIRE, y el más reciente Motor TwinAir; también en Termoli se encuentra la refinería de azúcar de Molise (la única del centro-sur de Italia). Desde 2006, se encuentra abierta la casa automovilística DR Automobiles, con sede en Macchia d'Isernia. No obstante, a pesar de esa gran fábrica de la Fiat, el sector industrial está dominado por la industria de la construcción con pequeñas y medianas empresas dispersas por toda la región. Otra industria importante es la alimentaria: pasta, carne, productos lácteos, aceite y vino son los productos tradicionales de la región.
En el sector servicios las industrias más importantes son la distribución, los hoteles y la restauración, seguidas por el transporte y las comunicaciones, la banca y los seguros.
Con pocas excepciones, en todos los sectores las firmas son pequeñas, y esto explica las dificultades que encuentra a la hora de vender productos a escala nacional.

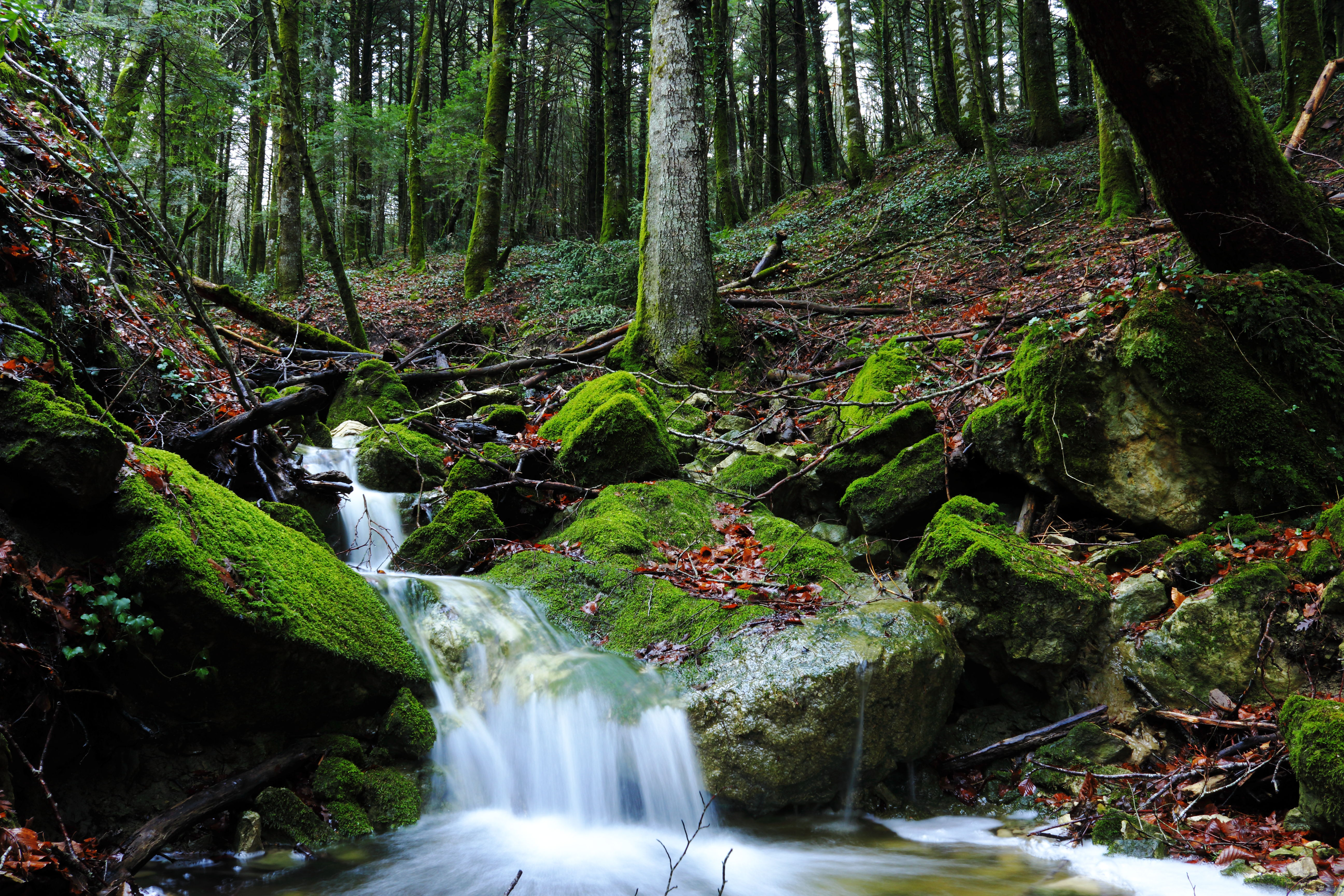
Reserva natural Collemeluccio.

El turismo está en vías de desarrollo: el ambiente natural bastante intacto y la ausencia de contaminación son fuertes motivos de atracción, así como las largas playas arenosas y una relativa falta de aglomeraciones; no obstante, la capacidad hotelera no es aún adecuada a los estándares exigidos. Otras razones que frenan el desarrollo del turismo son la inadecuación de las vías de comunicación así como la dificultad de alcanzar muchas zonas del interior de la región. La zona mejor servida y desarrollada es la de Termoli donde se encuentra el área portuaria, y atravesada por la línea ferroviaria Adriática, y la autopista A14. Poco a poco se va poniendo en evidencia la llegada del turismo internacional, en gran medida como resultado de los vuelos internacionales desde otros lugares de la Unión Europea, Gran Bretaña y Norteamérica que entra por Pescara, que no queda lejos, al norte, en los Abruzos.
Después del terremoto de 2002 algunos de los municipios en Molise se convirtieron en el centro de una política gubernamental generosa que contribuyó con dinero estatal para que los ciudadanos hicieran casas más resistentes a la actividad sísmica. Larino, cerca de Termoli, se benefició particularmente de esta política y la ciudad, que ya era una de las más bellas de la provincia, se ha transformado. La política adoptada fue devolver a las casas sus colores históricos y, basándose en una cuidadosa investigación, las estructuras se pintaron en una amplia gama de suaves colores pastel. Como resultado, Larino se ha convertido en un centro importante para el turismo y han regresado a vivir antiguos emigrantes a su centro histórico.
A continuación la tabla con el PIB y el PIB per cápita, producido en Molise desde 2000 hasta 2006:
|                                                | 2000     | 2001     | 2002     | 2003     | 2004     | 2005     | 2006     |
| ---------------------------------------------- | -------- | -------- | -------- | -------- | -------- | -------- | -------- |
| PIB (Millones de euros)                        | 4930,7   | 5131,3   | 5280,5   | 5337,7   | 5563,9   | 5783,5   | 5958,7   |
| PIB a precios de mercado por habitante (Euros) | 15 308,1 | 15 985,5 | 16 460,3 | 16 607,7 | 17 290,0 | 17 994,6 | 18 591,9 |

La tabla que describe el PIB, de Molise a los precios usuales del mercado en 2006, expresado en millones de euros, subdividido entre las principales actividades económicas:
| Actividad económica                                                             | PIB producido | % sector sobre el PIB regional | % sector sobre el PIB italiano |
| Agricultura, silvicultura, pesca                                                | € 197,7       | 3,32%                          | 1,84%                          |
| Industria en sentido estricto                                                   | € 982,6       | 16,49%                         | 18,30%                         |
| Construcción                                                                    | € 400,3       | 6,72%                          | 5,41%                          |
| Comercio, reparaciones, hostelería y restaurantes, transportes y comunicaciones | € 994,8       | 16,7%                          | 20,54%                         |
| Intermediación financiera; actividad inmobiliaria y emprendedora                | € 1155,1      | 19,38%                         | 24,17%                         |
| Otras actividades de servicios                                                  | € 1583,4      | 26,57%                         | 18,97%                         |
| Iva, impuestos indirectos netos sobre los productos y sobre las importaciones   | € 644,7       | 10,82%%                        | 10,76%                         |
| PIB Molise a los precios de mercado                                             | € 5958,7      |                                |                                |

## Cultura
Molise es un territorio pequeño, de un tamaño semejante al de la provincia de Pontevedra en España, pero forma un conjunto homogéneo que se distingue de las zonas vecinas (Abruzos, Lacio, Apulia, Campania), lo que explica la creación de una región italiana específica. El dialecto local, el molisano, perteneciente al grupo de hablas meridionales de Italia, se utiliza cada vez menos en nuestros días. Existe una universidad en Molise, con sedes en Campobasso, Pesche y Termoli.

### Gastronomía
Entre los productos más importantes se encuentran las aceitunas de las que se extrae un aceite extravirgen de sabor suave consumado y también crudo sobre ensaladas y crostini. El aceite molisano obtuvo, en 2003, el reconocimiento como DOP. Muchos pueblos forman parte de la asociación "Città dell'olio", con sede en Larino.

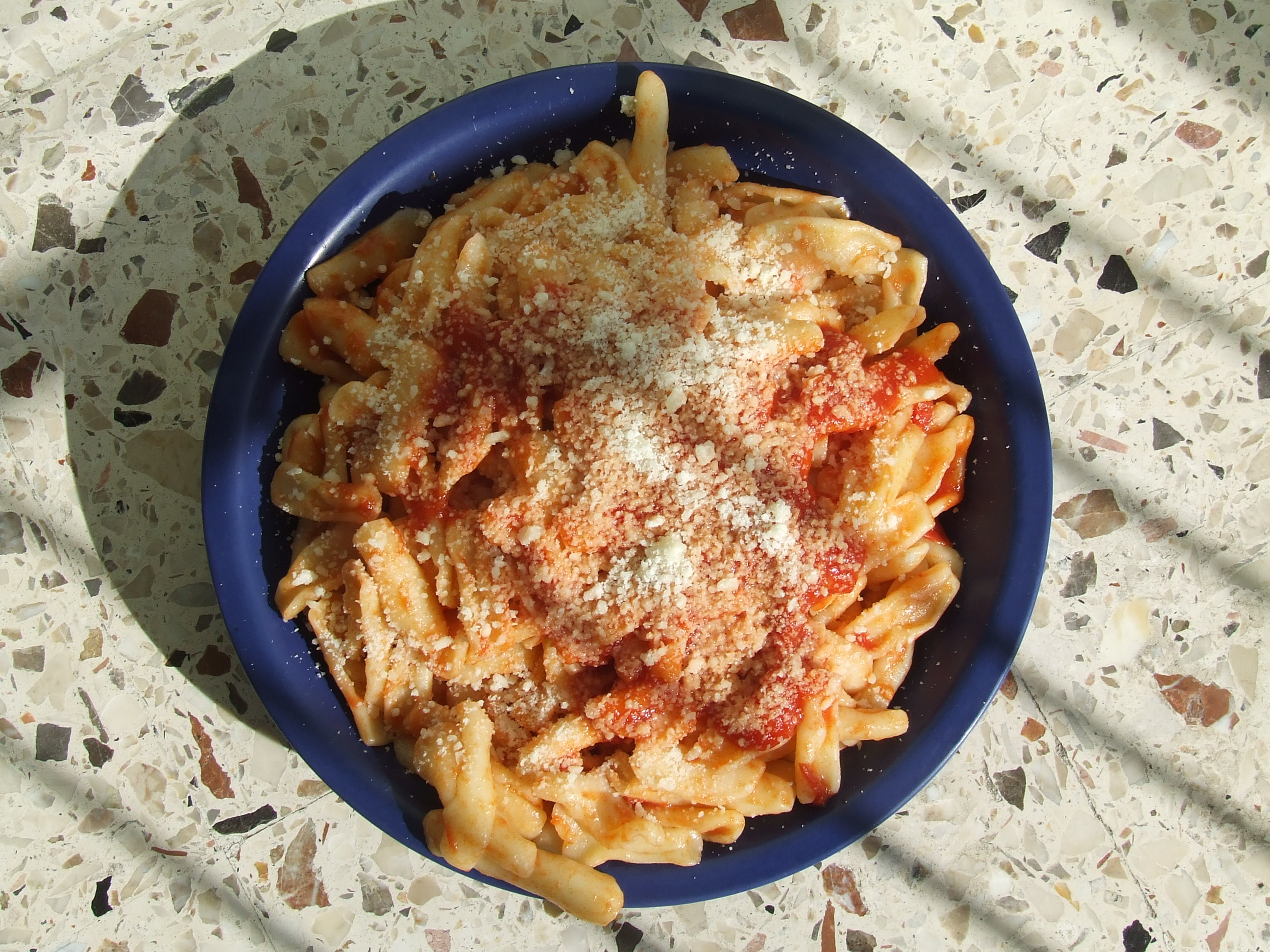
Un plato de cavatelli.

Un tipo de pasta fresca que toma el nombre de cavatelli (en molisano, i cavatìjll) se obtiene con una hoja sin huevo. Se produce en particular en el pueblo de Trivento. Se condimentan con zumo de tomate o verduras. También son conocidos los fusilli (i fusìll), preparados con la misma pasta, pero realizados con un "huso" del que toman nombre. Se cogen daditos de pasta, se enrollan en torno al huso y luego se van desenrollando.
Tiene importancia la producción de lácteos y quesos: el caciocavallo de Frosolone, las mozzarellas de Bojano, y las mozzarellas de búfala producidas solo en la zona de Venafro.
Por lo que se refiere a los embutidos, en Molise se producen la Soppressata (a supressàt), el Capocollo o Capicollo (u cappecùol, de cap [cabeza] y cùol [cuello]), la Salsiccia, salchicha famosa porque como ingrediente tiene hinojo, la Ventricina (a vendrečìn): famosa es la de Montenero di Bisaccia, pero desde hace un tiempo hay una disputa con los Abruzos respecto a la paternidad de este embutido) y la Signora di Conca Casale.
Muy importante y bueno es el brodetto di pesce de Termoli ("du' bredette"). Tiene como característica la utilización de variedad de peces, al menos nueve o diez, que van variando según la estación en la que se elabora esta especie de caldo. El brodetto di pesce termolese se diferencia de los otros por la cocción diferenciada de las diversas especies de peces. La diferencia sustancial que se encuentra en la receta de Termoli que diferencia el sabor "du' bredette", es el uso de pimiento fresco. Un plato típico del bajo Molise, especialmente en San Martino in Pensilis, es la Pampanella, carne de cerdo al horno con algunas especias y mucho pimiento rojo, dulce o picante.
En toda la región se usa la trufa (negra y blanca), extrayéndose de la tierra desde hace mucho tiempo, especialmente en el alto Molise, gracias a los numerosos cavadores y sus perros.
Entre los dulces son típicas las Cancelle, parecidas a los gofres alemanes, pero con el añadido de semillas de hinojo, los Piccillati (i pečelàt), ravioli cocidos al horno rellenos de guindas y la Pigna (a pìnj), parecida al panettone pero más ligera, tradicionalmente preparado para la Pascua. Los Caragnoli (i carànjele) y Rosacatarle o Rosacatarre (i rôsacatàrele), empapados en miel, son dulces típicos de Navidad.
Entre los vinos, se señala la Tintilia (Autóctono). Biferno, Pentro y Molise, han tenido el reconocimiento DOC. La D.O.C. Pentro se produjo por vez primera en 2007, hasta ahora se consideraba una D.O.C. fantasma (pero producida).

## Folclore

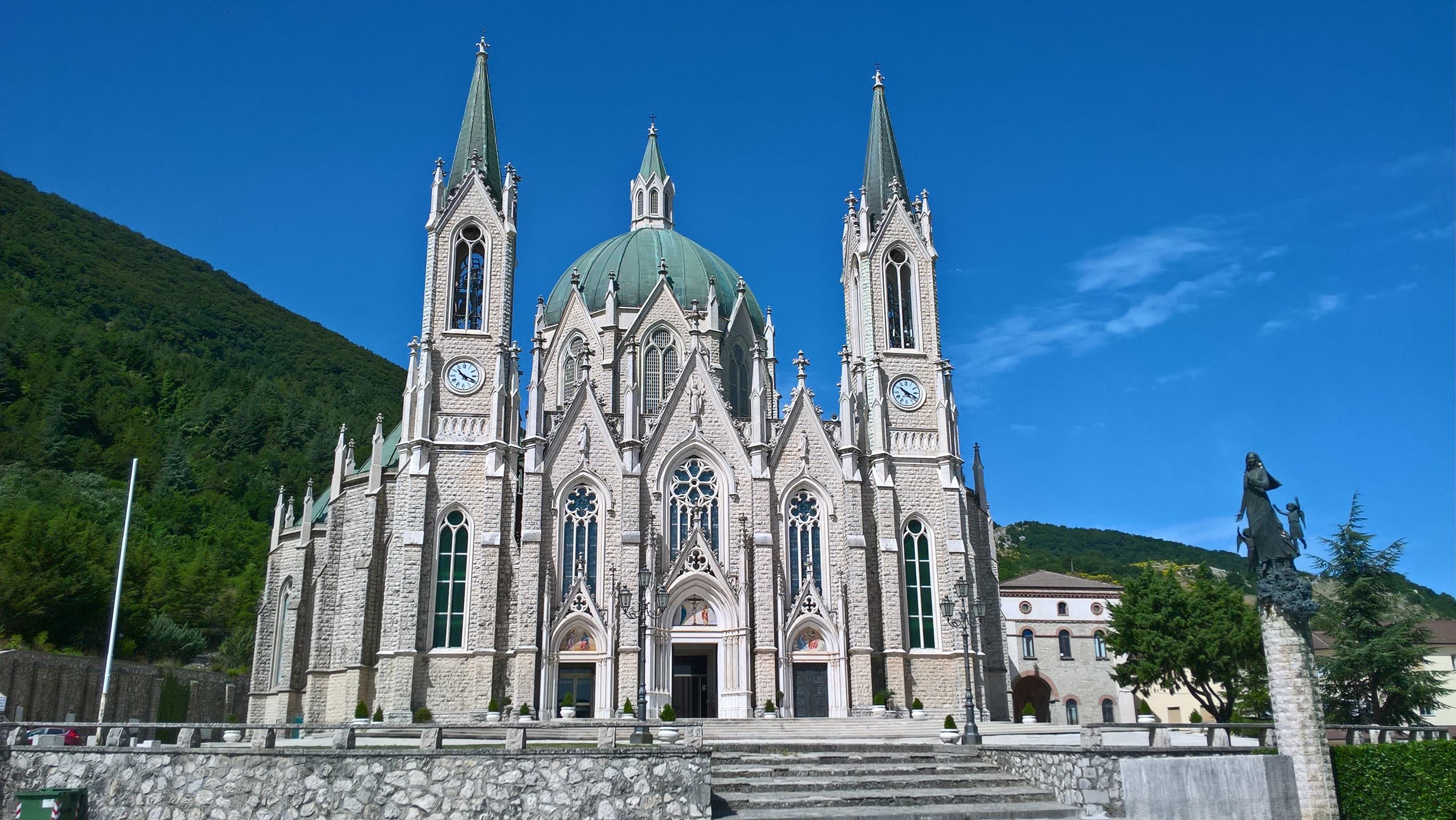
Basilica de Maria Santissima Addolorata di Castelpetroso, patrona del Molise.

Las fiestas, tanto religiosas como laicas, de Molise, se celebran sobre todo en verano. El sentimiento religioso está muy desarrollado y radicado en esta región: en particular merecen la atención las procesiones del Viernes Santo en Campobasso, en las que se entona el sugestivo y conmovedor canto "Teco Vorrei", y de Isernia con el desfile de los encapuchados, la sagra dei Misteri siempre en Campobasso, la regata de San Basso en Termoli, la solemne y sugestiva procesión de San Nicandro en Venafro caracterizada por el canto del himno, la procesión de Capracotta en honor de la Virgen de Loreto cada tres años, la fiesta del grano en Jelsi en honor de Santa Ana, la fiesta en honor de Santa Cristina en Sepino, la carrese (carrera de carros) de San Pardo en Larino, la carrese de Portocannone y de San Martino in Pensilis en el bajo Molise. La lista podría continuar citando cada pueblo en particular, que celebra su santo patrón. Desde el punto de vista netamente folclórico y profano, mucho éxito tiene el festival de la zanfoña (Festival della Zampogna) de Scapoli que atrae cada año a millares de turistas provenientes de toda Italia, el festival de jazz de Eddie Lang (Eddie Lang Jazz Festival) que se desarrolla en cornisa del bellísimo castillo Pignatelli de Monteroduni, la tartufata ("trufada") en Miranda, la fiesta de la uva en Riccia y "gl'Cierv'" en Rocchetta a Volturno.
Molise tiene como patrona a la advocación mariana Maria Santissima Addolorata di Castelpetroso y como copatrón a san Pedro Celestino.

## Deporte
El deporte en Molise se ha desarrollado a cierto nivel solo después de la Segunda Guerra Mundial en adelante. Los principales estadios de fútbol son el "Nuovo Romagnoli" de Campobasso y el "Gino Cannarsa" de Termoli. En cuanto a los equipos deportivos, en fútbol el Campobasso ha militado 5 temporadas en la Serie B italiana; otros clubes regionales son el Isernia y el Termoli. Y, en voleibol, cabe mencionar a La Fenice Volley Isernia.